# Старое Ромашкино
Старое Ромашкино (тат. Иске Роман) — село в Чистопольском районе Татарстана. Административный центр и единственный населённый пункт Староромашкинского сельского поселения.

## География
Находится на расстоянии 23 км к юго-востоку от районного центра — города Чистополь, вблизи автомобильной дороги Казань — Оренбург.

## История
Основано не позднее 1645 года. В XVIII — первой половине XIX века жители относились к сословию государственных крестьян. Занимались земледелием (в начале XX века земельный надел сельской общины составлял 3394 десятины), разведением скота, торговлей. 
В «Списке населенных мест по сведениям 1859 года», изданном в 1866 году, населённый пункт упомянут как казённая деревня Ромашкина (Биктемирово, Суходол) Шентала 2-го стана Чистопольского уезда Казанской губернии. Располагалась при речке Сирсоме, по левую сторону Оренбургского почтового тракта, в 20 верстах от уездного города Чистополя и в 45 верстах от становой квартиры в казённом пригороде Билярске (Буляре). В деревне в 207 дворах жили 1540 человек (790 мужчин и 750 женщин). Была мечеть.
По сведениям переписи 1897 года, в деревне Старое Ромашкино Чистопольского уезда Казанской губернии жили 1815 человек (884 мужчины и 931 женщина), все мусульмане.
В начале XX века действовали 3 мечети, медресе, 9 бакалейных и 5 мелочных лавок. 
До 1920 года село входило в Каргалинскую волость Чистопольского уезда Казанской губернии. С 1920 года в составе Чистопольского кантона ТАССР. С 10.08.1930 в Чистопольском, с 10.02.1935 в Кзыл-Армейском, с 23.05.1958 в Чистопольском районах.

## Население
Постоянных жителей было: в 1782 — 74 души мужского пола; в 1859 — 1540, в 1897 — 2089, в 1908 — 2356, в 1920 — 2311, в 1926 — 1881, в 1938 — 1803, в 1949 — 1044, в 1958 — 842, в 1970 — 801, в 1979 — 707, в 1989 — 636, в 2002 — 645 (татары 100 %), в 2008 — 638, в 2010 — 557.

## Экономика
Полеводство, молочное скотоводство.

## Инфраструктура
Средняя школа, отделение почтовой связи, дом культуры, библиотека, фельдшерско-акушерский пункт, детский сад.

## Религия
Мечеть «Рамазан» (с 1997 г.).